# César Mariño
César Mariño fue un actor cinematográfico de reparto argentino.

## Carrera
Mariño fue un actor de carácter argentino que se destacó en la época dorada cinematográfica argentina durante las décadas del '30, '40 y principio de los '50. Trabajó con estrella de la talla de Pepe Iglesias, Luis Sandrini, Olinda Bozán, Héctor Quintanilla, Lolita Torres, Los Cinco Grandes del Buen Humor, Pepita Muñoz y Laura Hidalgo, entre muchas otras.

### Filmografía
- 1938: El gran camarada
- 1938: Dos amigos y un amor
- 1939: La mujer y el jockey
- 1943: El espejo
- 1944: La danza de la fortuna
- 1945: Una mujer sin importancia
- 1950: La doctora Castañuelas
- 1950: Cinco grandes y una chica
- 1951: Fantasmas asustados '[3]

### Teatro
En 1935 estrenó El beso mortal de Lois de Gouriadec, con Pedro Tocci, Morena Chiolo, Agustín Remón, Héctor Torres, Federico Basso, Miguel Gómez Bao, Lola Alba, Pedro Pompillo, José Gola, Teresina Senen y Sofía  Leres.
En 1944 hizo la obra Lo mejor del pueblo en el Teatro Apolo, junto con Eloísa Cañizares, Pedro Maratea, Claudio Martínez Payva, Emma Martínez, Osvaldo Moreno, César Ratti, Domingo Sapelli, Lita Senén y Froilán Varela.